# Testimone poco attendibile
Testimone poco attendibile (Never Cry Devil) è un film horror diretto da Rupert Hitzig nel 1989 con Elliott Gould. Si tratta di un remake del film Ammazzavampiri, in quanto la trama è molto fedele al film di Tom Holland.

## Trama
Il giovane Billy Colton, giovane studente, è affascinato dalla bellezza della sua nuova e misteriosa vicina di casa. Il pensiero diventa ossessivo finché una notte decide di spiarla dalla sua camera con un potente telescopio. Continua a spiarla nelle sere successive finché si accorge che la ragazza viene uccisa da un uomo, suo professore di scuola. A quel punto Billy chiama la Polizia, ma dopo aver controllato nella casa della vicina, non trova nulla di strano. A questo punto, visto che la Polizia e nemmeno sua madre danno credito al suo racconto, Billy è costretto ad indagare con l'aiuto della sua giovane ragazza e di un detective in pensione, Ronald Devereaux detto Ron. Quest'ultimo all'inizio si rifiuta di aiutarlo non credendo al suo racconto. Ma quando la giovane ragazza di Billy viene rapita, il detective Ronald aiuterà il ragazzo ad introdursi nella casa del Professor Zachary Willard, sorvegliata da un suo scagnozzo.